# Solanum hermannii
Solanum hermannii là loài thực vật có hoa trong họ Cà. Loài này được Dunal miêu tả khoa học đầu tiên.